# Love This Giant
Love This Giant es un álbum de estudio realizado en colaboración entre David Byrne y St. Vincent. El álbum  fue publicado por 4AD y Todo Mundo el 10 de septiembre de 2012 en el Reino Unido y un día más tarde en los Estados Unidos. Byrne y Annie Clark comenzaron a trabajar juntos a finales de 2009, mediante un proceso de escritura y promoción que Byrne había usado previamente en su colaboración de 2008 con Brian Eno Everything That Happens Will Happen Today. El dúo previamente había tocado juntos en el álbum Here Lies Love. Alistaron una variedad de músicos de instrumentos de viento para aumentar sus composiciones.

## Lista de canciones
Todas las canciones escritas por David Byrne y Annie Clark, excepto donde esta anotado.

| N.º | Título                                             | Duración |  |
| 1.  | «Who»                                              | 3:50     |  |
| 2.  | «Weekend in the Dust»                              | 3:05     |  |
| 3.  | «Dinner for Two»                                   | 3:43     |  |
| 4.  | «Ice Age»                                          | 3:13     |  |
| 5.  | «I Am an Ape»                                      | 3:05     |  |
| 6.  | «The Forest Awakes» (Byrne, Clark, y Walt Whitman) | 4:52     |  |
| 7.  | «I Should Watch TV»                                | 3:08     |  |
| 8.  | «Lazarus»                                          | 3:13     |  |
| 9.  | «Optimist»                                         | 3:49     |  |
| 10. | «Lightning»                                        | 4:15     |  |
| 11. | «The One Who Broke Your Heart»                     | 3:46     |  |
| 12. | «Outside of Space & Time»                          | 4:34     |  |

## Recepción
Jon Dolan de Rolling Stone le dio tres y media estrellas de cinco al sencillio "Who", llamando la química de los colaboradores "escandalosa."

## Créditos

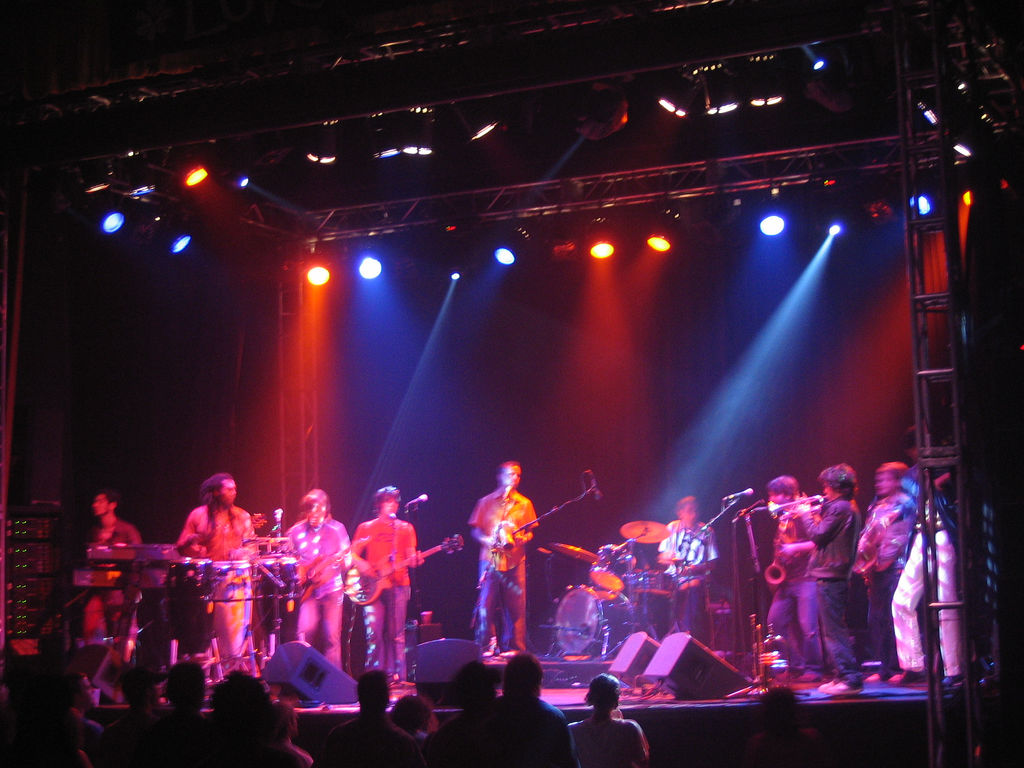
Orquesta Afrobeat Antibalas es una de varias estrellas invitadas en el álbum, aumentando las canciones con su sección de vientos

- David Byrne – guitarra, voz, producción
- St. Vincent – guitarra, voz

Músicos adicionales
- Orquesta Afrobeat Antibalas – "The One Who Broke Your Heart"
- John Congleton – producción, programación de tambor
- Patrick Dillett – producción
- The Dap-Kings – "The One Who Broke Your Heart"
- Lenny Pickett – arreglos en "Weekend in the Dust"